# Моделовање биолошких система
Моделовање биолошких система је значајан задатак системске биологије и математичке биологије. Рачунарска системска биологија настоји да развије и користи ефикасне алгоритме, структуре података, визуализацију и комуникациона оруђа с циљем рачунарског моделовања биолошких система. Она обухвата употребу рачунарских симулација биолошких система, укључујући ћелијске потсистеме (као што су метаболичке мреже и ензими који сачињавају метаболизам, путеве преноса сигнала и генске регулаторне мреже), ради анализе и визуализације комплесних веза тих ћелијских процеса.
Вештачки живот или виртуелна еволуција покушава да разјасни еволуционе процесе путем рачунарске симулације једноставних (вештачких) животних облика.